# Incendie de Notre-Dame de Reims (1210)
Cet article concerne Incendie de Notre-Dame de Reims de 1210. Pour les autres dates, voir Incendie de Notre-Dame de Reims (homonymie).
L'incendie de Notre-Dame de Reims de 1210, est l'incendie qui détruisit intégralement l'ancienne cathédrale carolingienne. La cathédrale actuelle subit un premier incendie, le 24 juillet 1481, ainsi qu'un second le 19 septembre 1914.

## Contexte
Selon Flodoard de Reims, l’archevêque Nicaise, fonde la première cathédrale rémoise au début du Ve siècle. Elle subit, au cours des siècles, de nombreuses modifications. Principalement lors des décennies qui suivent le sacre de Louis le Pieux, premier monarque français couronné à Reims, le 5 octobre 816. Elle est décrite comme étant « montée que de bois en manière de lambris. ».

## Déroulement et conséquences
Les Annales de saint Nicaise rapportent qu'en 1210 « l'église de Reims a brûlé en la fête Saint-Jean-devant-la-Porte-latine. Le même jour il y eut une éclipse de soleil vers midi », L'incendie se déclare donc dans la soirée du 6 mai 1210,.
Le feu se répand aussi dans les rues attenantes à la cathédrale détruisant de nombreuses habitations, et causant la fuite de nombreux habitants de ce quartier, qui se heurtent à des Rémois venu assister à l'évènement.
Il s'éteint au matin du 7 mai, après avoir brulé toute la nuit, détruisant la cathédrale carolingienne dans son intégralité,, les reliques et le mobilier qu'elle contient ainsi que le cartulaire.

## Reconstruction
Le 6 mai 1211, un an, jour pour jour, après les évènements, Albéric de Humbert pose la première pierre d'une nouvelle cathédrale.